# Are You Experienced
Are You Experienced — дебютный альбом группы The Jimi Hendrix Experience. Альбом показал высочайшее мастерство Джими Хендрикса как гитариста-новатора, композитора и сделал его суперзвездой.
Альбом стал номером 2 в хит-параде Великобритании, уступив первое место альбому The Beatles Sgt. Pepper's Lonely Hearts Club Band.
Для американской версии альбома была изменена обложка, порядок и состав композиций. «Red House», «Can You See Me» и «Remember» были убраны, вместо них добавлены три сингла: «Purple Haze», «Hey Joe» и «The Wind Cries Mary». После того как отец Джими Эл Хендрикс отсудил права на записи сына, Are You Experienced был переиздан на студии «Universal Records Worldwide».
Многие считают Are You Experienced самым успешным дебютным альбомом в рок-музыке. В 2003 году телеканал VH1 поставил Are You Experienced на пятое место в списке величайших альбомов всех времён. В 2005 году альбом был включён в Национальный реестр аудиозаписей США.

## Обложка
Будучи разочарованным обложкой британского издания альбома, Хендрикс привлёк к работе фотографа Карла Ферриса (Эрик Клэптон, Hollies), предоставив ему полную свободу: «Отправляйся в своё психоделическое путешествие. Как можно дальше».
Феррис посещал студию в период работы над следующим альбомом Axis: Bold as Love и нашёл музыку Experience весьма самобытной. Он использовал огромную линзу для сферического эффекта и инфракрасную плёнку Kodak (в те времена применяемую на шпионских разведчиках Lockheed U-2). Пиджак с павлиньим рисунком Феррис выбрал из гардероба Хендрикса; он же подбил его подружку начесать тому волосы: «В те времена ещё никто не носил причёску „афро“. Когда ребята из группы увидели его, они и себе захотели такие. Но им пришлось сделать „химию“». Съёмка проходила 6 и 7 июня 1967 года в лондонском ботаническом саду Kew.
Впоследствии Феррис работал над обложками к Electric Ladyland и Smash Hits.

## Список композиций

### Британское издание
Слова и музыка всех песен — Джими Хендрикс.
| №  | Название             | Длительность |
| -- | -------------------- | ------------ |
| 1. | «Foxy Lady»          | 3:22         |
| 2. | «Manic Depression»   | 3:46         |
| 3. | «Red House»          | 3:53         |
| 4. | «Can You See Me»     | 2:35         |
| 5. | «Love or Confusion»  | 3:17         |
| 6. | «I Don't Live Today» | 3:58         |

| №   | Название                 | Длительность |
| --- | ------------------------ | ------------ |
| 7.  | «May This Be Love»       | 3:14         |
| 8.  | «Fire»                   | 2:47         |
| 9.  | «3rd Stone from the Sun» | 6:50         |
| 10. | «Remember»               | 2:53         |
| 11. | «Are You Experienced?»   | 4:17         |

| №   | Название              | Длительность |
| --- | --------------------- | ------------ |
| 12. | «Hey Joe»             | 3:30         |
| 13. | «Stone Free»          | 3:36         |
| 14. | «Purple Haze»         | 2:51         |
| 15. | «51st Anniversary»    | 3:15         |
| 16. | «The Wind Cries Mary» | 3:20         |
| 17. | «Highway Chile»       | 3:32         |

### Американское издание
| №  | Название             | Автор(ы)      | Длительность |
| -- | -------------------- | ------------- | ------------ |
| 1. | «Purple Haze»        | Hendrix       | 2:46         |
| 2. | «Manic Depression»   | Hendrix       | 3:46         |
| 3. | «Hey Joe»            | Billy Roberts | 3:23         |
| 4. | «Love or Confusion»  | Hendrix       | 3:15         |
| 5. | «May This Be Love»   | Hendrix       | 3:14         |
| 6. | «I Don't Live Today» | Hendrix       | 3:55         |

| №   | Название                   | Автор(ы) | Длительность |
| --- | -------------------------- | -------- | ------------ |
| 7.  | «The Wind Cries Mary»      | Hendrix  | 3:21         |
| 8.  | «Fire»                     | Hendrix  | 2:34         |
| 9.  | «Third Stone from the Sun» | Hendrix  | 6:40         |
| 10. | «Foxy Lady»                | Hendrix  | 3:15         |
| 11. | «Are You Experienced?»     | Hendrix  | 3:55         |

| №   | Название                 | Автор(ы) | Длительность |
| --- | ------------------------ | -------- | ------------ |
| 12. | «Stone Free»             | Hendrix  | 3:35         |
| 13. | «51st Anniversary»       | Hendrix  | 3:15         |
| 14. | «Highway Chile»          | Hendrix  | 3:32         |
| 15. | «Can You See Me»         | Hendrix  | 2:32         |
| 16. | «Remember»               | Hendrix  | 2:48         |
| 17. | «Red House (Stereo mix)» | Hendrix  | 3:52         |

## Участники записи
The Jimi Hendrix Experience
- Джими Хендрикс — гитара, вокал
- Ноэль Рэдинг — бас-гитара, бэк-вокал
- Митч Митчелл — ударные

Технический персонал
- Чез Чендлер — продюсер
- Эдди Крамер, Дэйв Сиддл — звукоинженеры
- Эдди Крамер, Джордж Марино — ремастеринг
- Брюс Флеминг, Гари Гудвин, Бобби Терри — фотография